# دخالة إفراطية
الدخالة الإفراطية هو الإفراط في اتباع قاعدة أو عادة لغوية في قياس لفظ دخيل على آخر مثله، واحد أو أكثر، ظنا بصحته وملاءمته للسياق.